# Kotłowe Siodło
Kotłowe Siodło (ok. 1810 m) – przełęcz w grani Ornaku w Tatrach Zachodnich. Znajduje się między szczytami Zadni Ornak (1867 m) i Kotłowa Czuba (1840 m). W zachodnim kierunku spod przełęczy opada do Doliny Starorobociańskiej łagodny stok, niżej wcina się w niego Żleb pod Pyszną. Stoki wschodnie opadają do Doliny Pyszniańskiej.
Jest to płytko wcięta i trawiasta przełęcz. Prowadzi nią szlak turystyczny. Dawniej stoki przełęczy były terenem pasterskim dwóch hal: Hali Pysznej (stoki wschodnie) i Hali Stara Robota (stoki zachodnie). Po utworzeniu Tatrzańskiego Parku Narodowego pasterstwo zniesiono i dawne hale zaczynają stopniowo zarastać kępami kosodrzewiny. Po halach pozostały jeszcze na mapach dawne pasterskie nazwy upłazów i zboczy: Zadnia Wolarnia, Kotły, Kotłowy Upłaz.

## Szlaki turystyczne
– zielony szlak biegnący z Iwaniackiej Przełęczy przez cały grzbiet Ornaku, Siwą Przełęcz i Siwe Turnie na przełęcz Liliowy Karb. Czas przejścia: 2:20 h, z powrotem 1:55 h